# 30 Ophiuchi
Désignations
30 Ophiuchi (en abrégé 30 Oph) est une étoile géante de la constellation équatoriale d'Ophiuchus, située à un degré à l'est de l'amas globulaire M10. Elle est visible à l'œil nu avec une magnitude apparente de 4,82. D'après la mesure de sa parallaxe annuelle par le satellite Gaia, l'étoile est distante d'environ ∼ 365 a.l. (∼ 112 pc) de la Terre. Elle s'en rapproche à une vitesse radiale héliocentrique de −8 km/s.
30 Ophiuchi est une étoile géante rouge évoluée de type spectral K4III, qui a épuisé les réserves en hydrogène de son noyau puis qui s'est refroidie et étendue. Son rayon est autour de 36 fois plus grand que le rayon solaire, elle est 300 fois plus lumineuse que le Soleil et sa température de surface est de 4 009 K. L'étoile émet un excès d'infrarouge en raison de la présence de poussière circumstellaire, qui s'étend jusqu'à un diamètre de 240 ua et dont la masse a été calculée comme valant 62 × 1025 g.
30 Ophiuchi possède deux compagnons visuels recensés dans les catalogues d'étoiles doubles et multiples. Il s'agit de la composante B, qui est une étoile de magnitude 9,71 située à une séparation angulaire 100,4″, ainsi que de la composante C, une étoile de magnitude 8,75 située à une séparation angulaire de 221″, le tout en 2017. Ce sont deux compagnons purement optiques.